# Thiéfosse
Thiéfosse é uma comuna francesa na região administrativa de Grande Leste, no departamento de Vosges. Estende-se por uma área de 7,62 km². Em 2010 a comuna tinha 596 habitantes (densidade: 78,2 hab./km²).